# Rio Marombas
 (juillet 2014).
Si vous disposez d'ouvrages ou d'articles de référence ou si vous connaissez des sites web de qualité traitant du thème abordé ici, merci de compléter l'article en donnant les références utiles à sa vérifiabilité et en les liant à la section « Notes et références ».
Le rio Marombas est une rivière brésilienne du centre de l'État de Santa Catarina, et un affluent du rio Canoas, donc un sous-affluent du fleuve le río Uruguay.

## Géographie
Il naît dans la serra Geral, entre les villes de São Cristóvão do Sul et Mirim Doce. Il s'écoule tout d'abord vers l'ouest avant de bifurquer vers le sud après avoir traversé la municipalité de Curitibanos. Il se jette ensuite dans le rio Canoas.